# 本当は怖い愛とロマンス
「本当は怖い愛とロマンス」（ほんとうはこわいあいとロマンス、英語: The Truth About Love and Romance）は、桑田佳祐の楽曲。自身の13作目のシングルとして、タイシタレーベル / SPEEDSTAR RECORDSから12cmCD・12インチレコードで2010年8月25日に発売された。
2016年2月26日にはダウンロード配信、2019年12月20日にはストリーミング配信を開始した。

## 背景・リリース
前作の「君にサヨナラを」から約8か月半ぶりとなるシングルで、ボーナストラックとして2010年3月13日に日本武道館で開催されたイベントのライブ音源が収録されている。
本作は2010年6月23日に「桑田佳祐　四六時中、音楽主義宣言」と題し、すでに発表されていたニューアルバム『MUSICMAN』と全国ツアーとともに発表された。実質アルバム先行シングルであったが、桑田の食道がんによる活動休止に伴い、アルバム発売が2011年2月23日に延期された。当シングルの発売自体は発覚前から決まっていたため大きな影響はなかったが、後述の通りミュージック・ビデオの制作には影響が及んだ。なお、本作発売直前に桑田はすべての治療を終え、無事退院している。
本作の初回限定盤にはタイトルにちなんで「LOVEバッジ」「ROMANCEバッジ」と銘打ったバッジ「本当に“デカい”缶バッジ」が特典として付属されている。

## プロモーション
テレビ披露
| 放送日         | 番組名              | 放送局 | 披露曲                                            | 出典   |
| -------------- | ------------------- | ------ | ------------------------------------------------- | ------ |
| 2010年12月31日 | 第61回NHK紅白歌合戦 | NHK    | 「本当は怖い愛とロマンス」 「それ行けベイビー!!」 | [ 16 ] |

## チャート成績
2010年9月6日付のオリコン週間ランキングで初週11.0万枚を売り上げて、2位を獲得した。自身のシングルで初週売上10万枚を超えるのは「明日晴れるかな」以来、3年ぶりとなった。なお、初週・累計売上は前作の「君にサヨナラを」より上回っている。
オリコンによる本作の登場週数は14週である。

## 収録曲
- 収録時間：36:21

1. 本当は怖い愛とロマンス (3:34) 
（作詞・作曲・編曲：桑田佳祐）
歌詞は突然恋人から捨てられた男が唖然とする様子を描写しているが、逆に曲調はポップでメロディアスなものとなっている[11]。歌詞にはハナ肇とクレイジーキャッツの楽曲「ハイそれまでョ」が登場する[19]。サウンドはビートルズやウイングスを、特に「レディ・マドンナ」を強く意識したと桑田は語っている[20]。本楽曲の原型は2007年ごろにサビだけは出来ており、その時点の仮タイトルは「ビーチ・ボーイズ」だった[21]。
ミュージック・ビデオの撮影を2010年7月にイギリスのロンドンで行おうとしたものの、直前に桑田のがんが発覚したため、発売直後はジャケットで用いられている桑田の写真をCG加工したものが用いられた短縮版が使用された。アルバム発売時には新たなバージョンが撮影された。MVの内容はビデオ撮影時の映像とYouTubeやニコニコ動画、Ustreamといった動画投稿サイトの映像が一人の少女により同時に閲覧されるというもので、このMVには所属事務所アミューズの後輩である仲里依紗が出演している[13][22]。
発表直後に活動休止を発表したため発売直後のメディアでの歌唱はなく、初披露は特別出演した第61回NHK紅白歌合戦である[16][23]。
アルバムバーションではサビの「She's gone」の箇所にファルセットが足されている[21]。
2. EARLY IN THE MORNING (5:03)
（作詞・作曲・編曲：桑田佳祐）
フジテレビ系情報番組『めざましテレビ』2010年度テーマソング。また、自身出演の大塚製薬「UL・OS」CMソング。
朝の情報番組のテーマソングであるが、歌詞はセックスを連想させるものであり、清水美恵によるあえぎ声をサンプリングして用いるなど非常にエロティックな楽曲となっている。桑田は、このような内容にしたことについて「これまでの歴代テーマ曲と勝負するには、私らしい朝のイメージでいくしかない」「それに、メイン司会の大塚範一さんと高島彩さんや軽部真一さんならきっとこういった冗談を理解して下さるだろう」といった考えがあったことを述べており、桑田の思惑通り出演者やスタッフに好意的に受け入れられ、予定通り1年間この曲が流れている[24]。
EBATOの振り付けによりこの曲に合わせた体操エクササイズが作成され、出演者が躍る映像が番組で放送されたり、イベントが開催されたりした[25]。2010年のフジテレビ主催の参加型イベント「お台場合衆国2010」では「めざましテレビ」による夏休み特別企画「カラダの奥から燃え上がる！踊る！EARLY IN THE MORNING」という企画が行われ、当時の主演者（大塚、高島、軽部、皆藤愛子、長野美郷）と抽選で選ばれた1,000人の一般参加者が前述の体操エクササイズを踊った。また、このイベントが開催された頃は桑田が療養中だったため、会場にメッセージボードが設置され、参加者が桑田への応援メッセージを書き込んだ[26]。
製作中の仮タイトルは「化学姉妹」であった[27]。アルバム『MUSICMAN』では「EARLY IN THE MORNING 〜旅立ちの朝〜」とサブタイトル付きで収録され、音のバランスが一部変更されている。
2016年12月に行われた「年越しライブ2016『ヨシ子さんへの手紙 〜悪戯な年の瀬〜』」では、12月31日の年越し直前に演奏されて、終了後に新年を迎えた[28]。
3. 今でも君を愛してる  (Live Recorded at 日本武道館 2010.3.13) (3:35)
（作詞・作曲：桑田佳祐）
4. しゃアない節  (Live Recorded at 日本武道館 2010.3.13) (4:12)
（作詞・作曲：桑田佳祐）
5. 東京  (Live Recorded at 日本武道館 2010.3.13) (6:17)
（作詞・作曲：桑田佳祐）
6. 誰かの風の跡  (Live Recorded at 日本武道館 2010.3.13) (3:49)
（作詞・作曲：桑田佳祐）
7. ダーリン  (Live Recorded at 日本武道館 2010.3.13) (4:43)
（作詞・作曲：桑田佳祐）
8. ROCK AND ROLL HERO  (Live Recorded at 日本武道館 2010.3.13)(5:08)
（作詞・作曲：桑田佳祐）

## 参加ミュージシャン
- 本当は怖い愛とロマンス
  - 桑田佳祐:Vocal, Hand Craps & Chorus
  - 斎藤誠:Electric Guitar
  - 片山敦夫:Keyboards
  - 角田俊介:Bass
  - 河村“カースケ”智康:Drums,Shaker,Tambourine
  - 山本拓夫:Soprano Sax & Flute
  - 角谷仁宣:Computer Programming
    - 斎藤誠 by the courtesy of tearbridge production／AVEX ENTERTAINMENT INC.

- EARLY IN THE MORNING
  - 桑田佳祐:Vocal, Hand Craps & Chorus
  - 斎藤誠:Electric Guitar
  - 片山敦夫:Keyboards
  - 清水美恵:Chorus, Sexy Voice
  - 安奈陽子:Chorus
  - 角谷仁宣:Computer Programming

- Live! Bonus Tracks（今でも君を愛してる/しゃアない節/東京/誰かの風の跡/ダーリン/ROCK AND ROLL HERO）
  - 桑田佳祐:Vocal, Acoustic & Electric Guitars
  - 斎藤誠:Acoustic & Electric Guitars
  - 片山敦夫:Keyboards
  - 深町栄:Keyboards
  - 井上富雄:Bass
  - 河村“カースケ”智康:Drums & Conga
  - 山本拓夫:Soprano & Tenor Sax, Flute, Harmonica
  - 西村浩二:Trumpet
  - 安奈陽子:Chorus & Tambourine
  - 村石有香:Chorus
  - 原由子:Chorus[Track-8]
  - 角谷仁宣:Computer Programming

## 収録アルバム
| 曲名                                                       | 作品名                     | 備考                                 |
| ---------------------------------------------------------- | -------------------------- | ------------------------------------ |
| 本当は怖い愛とロマンス                                     | MUSICMAN                   |                                      |
| 本当は怖い愛とロマンス                                     | I LOVE YOU -now & forever- |                                      |
| EARLY IN THE MORNING                                       | MUSICMAN                   | タイトル違いでバージョンはテイク違い |
| EARLY IN THE MORNING                                       | いつも何処かで             | タイトル違いでバージョンはテイク違い |
| 今でも君を愛してる (Live Recorded at 日本武道館 2010.3.13) | 未収録                     |                                      |
| しゃアない節 (Live Recorded at 日本武道館 2010.3.13)       | 未収録                     |                                      |
| 東京 (Live Recorded at 日本武道館 2010.3.13)               | 未収録                     |                                      |
| 誰かの風の跡 (Live Recorded at 日本武道館 2010.3.13)       | 未収録                     |                                      |
| ダーリン (Live Recorded at 日本武道館 2010.3.13)           | 未収録                     |                                      |
| ROCK AND ROLL HERO (Live Recorded at 日本武道館 2010.3.13) | 未収録                     |                                      |

## ミュージック・ビデオ収録作品
| 曲名                                                       | 作品名   | 備考                                     |
| ---------------------------------------------------------- | -------- | ---------------------------------------- |
| 本当は怖い愛とロマンス                                     | MUSICMAN | CG版とオリジナル版共に初回限定盤のみ収録 |
| 本当は怖い愛とロマンス                                     | MVP      | オリジナル版のみ収録                     |
| EARLY IN THE MORNING                                       | 未収録   |                                          |
| 今でも君を愛してる (Live Recorded at 日本武道館 2010.3.13) | 未収録   |                                          |
| しゃアない節 (Live Recorded at 日本武道館 2010.3.13)       | 未収録   |                                          |
| 東京 (Live Recorded at 日本武道館 2010.3.13)               | 未収録   |                                          |
| 誰かの風の跡 (Live Recorded at 日本武道館 2010.3.13)       | 未収録   |                                          |
| ダーリン (Live Recorded at 日本武道館 2010.3.13)           | 未収録   |                                          |
| ROCK AND ROLL HERO (Live Recorded at 日本武道館 2010.3.13) | 未収録   |                                          |

## ライブ映像作品
| 曲名                                                       | 作品名                                                                  |
| ---------------------------------------------------------- | ----------------------------------------------------------------------- |
| 本当は怖い愛とロマンス                                     | 宮城ライブ 〜明日へのマーチ!!〜                                         |
| 本当は怖い愛とロマンス                                     | 桑田佳祐 LIVE TOUR & DOCUMENT FILM 「I LOVE YOU -now & forever-」完全盤 |
| 本当は怖い愛とロマンス                                     | LIVE TOUR 2021「BIG MOUTH, NO GUTS!!」                                  |
| EARLY IN THE MORNING                                       | 宮城ライブ 〜明日へのマーチ!!〜                                         |
| 今でも君を愛してる (Live Recorded at 日本武道館 2010.3.13) | 未収録                                                                  |
| しゃアない節 (Live Recorded at 日本武道館 2010.3.13)       | 未収録                                                                  |
| 東京 (Live Recorded at 日本武道館 2010.3.13)               | 未収録                                                                  |
| 誰かの風の跡 (Live Recorded at 日本武道館 2010.3.13)       | 未収録                                                                  |
| ダーリン (Live Recorded at 日本武道館 2010.3.13)           | 未収録                                                                  |
| ROCK AND ROLL HERO (Live Recorded at 日本武道館 2010.3.13) | 未収録                                                                  |